# Blosseville
Blosseville är en kommun i departementet Seine-Maritime i regionen Normandie i norra Frankrike. Kommunen ligger i kantonen Saint-Valery-en-Caux som tillhör arrondissementet Dieppe. År 2022 hade Blosseville 257 invånare.

## Befolkningsutveckling
Antalet invånare i kommunen Blosseville
| Referens: INSEE |